# Barbara Grobien
Barbara Grobien (* 24. Juli 1938 in Bremen) ist eine deutsche Mäzenin, Vorsitzende der Philharmonischen Gesellschaft Bremen, Golfsportlerin und Ehrenbürgerin von Bremen.

## Biografie
Barbara Grobien ist das zweite Kind von Albrecht und Margret Wandel. Der Vater war Teilhaber einer Versicherungsagentur. Die Schulzeit verbrachte sie in Bremen, welche sie 1958 mit dem Abitur auf der Schule am Barkhof in Bremen abschloss. Sie begann ein Studium der Philologie in den Fächern Englisch, Geschichte und Französisch. Sie ist seit 1959 mit dem Kaufmann  Michael Grobien (später Firma Lampe & Schwartze, 2003 Vorsitzender der Deutschen Gesellschaft zur Rettung Schiffbrüchiger (DGzRS)) verheiratet. Beide zogen nach Montevideo in Uruguay und kehrten 1965 nach Bremen zurück.
Als Sportlerin wurde Grobien 1977 als Mitglied der Bremer Mannschaft, welche die deutsche Damenpokalmeisterschaft im Golf gewann, durch den Senat geehrt. Ab 1988 war sie zehn Jahre Mitglied der deutschen Seniorinnenmannschaft beim europäisch ausgetragenen Preis der Marisa Sgaravatti Trophy. 1991 wurde sie deutsche Senioren-Vizemeisterin im Golf.
Grobien engagierte sich als Förderin von Kunst und Kultur in Bremen. 1985 gründete sie den Verein Freunde junger Musiker e.V. Bremen. In Deutschland existieren inzwischen acht Kreise, die sich zur Aufgabe gemacht haben, junge, hoch begabte Musiker zu fördern, ihnen die Möglichkeit zu geben, Programme vorzustellen, Erfahrung auf dem Podium zu sammeln und möglichst eine Agentur zu finden. Seit 1987 war sie zunächst Mitglied im Beirat der Philharmonischen Gesellschaft Bremen, dann erfolgte ihre Wahl in den Vorstand und 2001 die Wahl zur Vorsitzenden der Philharmonischen Gesellschaft. An der 2002 erfolgten Privatisierung des Philharmonischen Staatsorchesters Bremen und deren Umwandlung in die Bremer Philharmoniker GmbH hatte sie maßgeblichen Anteil.
Die Michael und Barbara Grobien Stiftung unterstützt seit 2002 die Seenotretter und die Philharmonische Gesellschaft.
2004 gehörte sie zu den Persönlichkeiten, die die „Bremer Erklärung“ zur Kulturhauptstadtbewerbung unterzeichneten und so deren Unterstützung zusicherten. Seit 2004 ist sie Mitglied des Kuratoriums des Vereins Freunde des Sendesaales e. V., der sich für den Erhalt und Weiterbetrieb des Bremer Sendesaals einsetzt.
Das Ehepaar Grobien hat zwei Söhne.

## Ehrungen
Am 6. September 2005 beschloss der Senat der Freien Hansestadt Bremen ihr, zusammen mit der früheren Bürgermeisterin von Bremen Annemarie Mevissen, das Bremer Ehrenbürgerrecht – als die höchste Auszeichnung der Hansestadt – zu verleihen. Der Senat würdigte damit „die bedeutenden und bleibenden Leistungen dieser beiden Hanseatinnen um Bremen sowie ihr vorbildliches Engagement“. Die Verleihung erfolgte im Rahmen eines Festaktes am 5. Oktober 2005 im Bremer Rathaus durch Bürgermeister Henning Scherf.
Im Oktober 2010 wurde sie von der Universität Bremen in das Kuratorium der Stiftung der Universität Bremen gewählt.

## Schriften
- Chiquitania. In: Henner Geldmacher (Hrsg.): No problema. Geschichten aus dem Managerleben. (IfAD – Institut für Außenwirtschaft). OWC-Verlag für Außenwirtschaft, Münster 2009, ISBN 978-3-939717-09-6, S. 32–38.
- Herbert Wolfgang Keiser, Rainer W. Schulze: Franz Radziwill, der Maler. Hrsg.: Landesmuseum für Kunst und Kulturgeschichte Oldenburg, Thiemig-Verlag, München 1975, ISBN 3-521-04057-7. (Ausstellungskatalog; Katalogredaktion: Barbara Grobien)